# Palpomyia namwambae
Palpomyia namwambae är en tvåvingeart som beskrevs av John William Scott Macfie 1939. Palpomyia namwambae ingår i släktet Palpomyia och familjen svidknott.
Artens utbredningsområde är Uganda. Inga underarter finns listade i Catalogue of Life.